# タスク (俳優)
タスク（TUSK、1993年1月22日 - 、旧芸名：足立匡→永瀬匡→匡（Task））は、日本の俳優、モデル、ミュージシャンである。音楽活動での名義はTHE EMPTY ORCHESTRA（略:T.E.O）。鳥取県境港市出身。元関西ジャニーズJr.。2018年8月まで研音に所属していた。同年9月1日からフリーで活動し、2021年4月からHITOMEに所属。

## 来歴
元関西ジャニーズJr.であり、2008年には「足立匡」名義で関西ジャニーズJr.内ユニット・OSSaNのメンバーとしてライブにも出演していた。
高校2年生の時に父親が経営する鉄板焼き屋が横浜に出店するのを機に転校。日頃から役者になりたいと言っていたことを知っていた担当美容師が、客の芸能事務所のスカウト部の人間と縁をつなぎ、事務所入りすることになる。2011年9月にテレビドラマ『桜蘭高校ホスト部』で俳優デビュー、10月にはテレビドラマ『怪盗ロワイヤル』で連続ドラマにレギュラー出演する。
2013年、特撮テレビドラマ『仮面ライダーウィザード』にて仁藤攻介 / 仮面ライダービースト役で出演してブレイクした。2015年、映画『ズタボロ』で初主演。
2018年6月、自身のInstagramでモデルのライラ（当時の芸名は岩本ライラ）と結婚したことを発表。同年8月、所属していた研音を退社。フリーランスで活動することを発表。
2019年2月、第1子となる女児が誕生。
2020年2月、第2子となる男児が誕生。
2020年11月30日、芸名を「永瀬匡」から「匡」に変更したことを自身のInstagramとTwitterで発表した。
2021年4月12日、HITOMEに所属にしたことをTwitterで発表した。
2022年1月9日、事務所にモデルとしての所属をしたことを発表し、同時に芸名をタスクに改名。また、娘がミオ、息子がゼンの芸名で同じくモデルとしてHITOMEに所属したことを発表。

## 人物・エピソード
- 芸能界を目指したきっかけは、映画『ラスト サムライ』を見て、芝居って面白いと思ったから[21]。
- 趣味は音楽鑑賞、歌、英会話。特技はダンス、バスケットボール[2]。
- 苦手なものはカスタード[22]。

## 出演

### テレビドラマ
- 桜蘭高校ホスト部 第9・10話（2011年9月16日・23日、TBS） - 小松澤明 役
- 怪盗ロワイヤル（2011年10月 - 12月、TBS） - 小杉涼太 役
- 恋愛ニート〜忘れた恋のはじめ方（2012年1月 - 3月、TBS） - 山田拓也 役
- 放課後はミステリーとともに 1回表 / 裏（2012年4月23日・30日、TBS） - 足立駿介 役
- 仮面ライダーシリーズ
  - 仮面ライダーウィザード（2013年1月6日 - 9月29日、テレビ朝日） - 仁藤攻介 / 仮面ライダービースト 役
  - 仮面ライダージオウ 第7・8話（2018年10月14日・21日、テレビ朝日） - 仁藤攻介 / 仮面ライダービースト 役[23][24]
- 八重の桜（2013年11月3日・10日、NHK総合） - 青木栄二郎 役[25]
- おふこうさん（2014年1月 - 2月、NHK BSプレミアム） - 片岡大介 役
- ブラック・プレジデント（2014年4月 - 6月、関西テレビ） - 工藤亮介 役
- フィッシャーマンズ・ブルース Fish1 彼の名はブラウン・トラウト（2014年12月21日、テレビ朝日） - 賢ブラウン 役
- アイアングランマ 第4話（2015年1月31日、NHK BSプレミアム） - 小橋豊 役
- 心がポキッとね（2015年4月 - 6月、フジテレビ） - 富田涼 役
- ナポレオンの村（2015年7月 - 9月、TBS） - 牛山紋二 役[26]
- HiGH&LOW〜THE STORY OF S.W.O.R.D.〜（2015年10月 - 12月、日本テレビ） - シオン 役
- マネーの天使〜あなたのお金、取り戻します!〜（2016年1月7日 - 3月24日、読売テレビ） - 郷原健太 役
- ふなっしー探偵（2016年1月7日、フジテレビ） - 牧野聖一 役
- 初恋芸人（2016年3月 - 4月、NHK BSプレミアム） - 水谷 役
- バスケも恋も、していたい（2016年9月19日 - 21日、フジテレビ） - 高松優基 役[27]
- 人形佐七捕物帳 第6話（2016年12月13日、BSジャパン） - 米三郎 役
- べっぴんさん（2017年、NHK） - 西城一朗 役[28]
- わにとかげぎす（2017年7月 - 9月、TBS） - 岸田 役[29]
- この声をきみに（2017年9月 - 11月、NHK） - 五島由紀夫 役[30]
- 男の操（2017年11月 - 12月、NHK BSプレミアム） - 俵あきら 役[31][注 1]
- ドラマ特別企画 がん消滅の罠〜完全寛解の謎〜（2018年4月2日、TBS）
- CHIEF〜警視庁IR分析室〜（2018年4月15日、テレビ朝日） - 稲見彰 役[33]
- おっさんずラブ 第5話（2018年5月19日、テレビ朝日） - 剣崎逹巳 役[34]

### その他のテレビ番組
- みんなのニュース・第1部（通称：「みんなのニュース Hop!」）（2016年4月8日 - 9月、フジテレビ） - 金曜Hopper[35]
- 歴史秘話ヒストリア「新選組 参上!」（2016年6月10日、NHK総合） - 沖田総司 役[36]
- 趣味どきっ!あなたもカラオケマスター〜心をふるわせる8つのボーカルレッスン〜（2017年12月5日 - 、NHK Eテレ）

### 映画
- 悪の教典（2012年、東宝） - 鳴瀬修平 役
- 平成仮面ライダーシリーズ（東映） - 仁藤攻介 / 仮面ライダービースト 役
  - 仮面ライダー×仮面ライダー ウィザード&フォーゼ MOVIE大戦アルティメイタム（2012年） - 声のみ
  - 仮面ライダー×スーパー戦隊×宇宙刑事 スーパーヒーロー大戦Z（2013年）
  - 劇場版 仮面ライダーウィザード in Magic Land（2013年）
  - 仮面ライダー×仮面ライダー 鎧武&ウィザード 天下分け目の戦国MOVIE大合戦（2013年）
- ユダ（2013年、アイエス・フィールド） - 大輔 役
- 劇場版 獣電戦隊キョウリュウジャー ガブリンチョ・オブ・ミュージック（2013年8月3日、東映） - 友情出演
- 好きっていいなよ。（2014年、松竹） - 中西健志 役
- 破れたハートを売り物に「熱海少年探偵団」（2015年2月28日、KADOKAWA） - 怪しい男 役
- ズタボロ（2015年、東映） - 主演・板谷コーイチ 役[37]
- 天空の蜂（2015年、松竹） - 上条 役[9]
- Mr.マックスマン（2015年） - 西島文夫 役
- ROAD TO HiGH&LOW（2016年、松竹） - シオン 役
- HiGH&LOW THE MOVIE（2016年、松竹） - シオン 役[38]
- CUTIE HONEY -TEARS-（2016年） - 木村龍太 役[38]
- RANMARU 神の舌を持つ男（2016年、松竹） - 卜真 役[39]
- 居眠り磐音（2019年、松竹） - 上野伊織 役
- HYDRA（2019年） - 桐田ケンタ 役

### 舞台
- ウィズ〜オズの魔法使い〜（2012年9月28日 - 30日、KAAT神奈川芸術劇場ホール / 10月4日 - 7日、梅田芸術劇場メインホール / 10月18日 - 28日、東京国際フォーラムホールC / 11月3日 - 6日、中日劇場）[40]
- 舞台「野球」飛行機雲のホームラン（2018年7月27日 - 8月26日、サンシャイン劇場 他）
- 首都争奪バトル舞台（ステージ）「四十七大戦」-開戦！鳥取編-（2019年10月24日 - 27日、新宿FACE / 11月1日・2日、鳥取県立生涯学習センター県民ふれあい会館） - 鳥取さん 役

### Webドラマ
- 悪の教典 -序章-（2012年、BeeTV） - 鳴瀬修平 役
- 仮面ライダージオウ 補完計画 8.5話（2018年10月21日、東映特撮ファンクラブ） - 仁藤攻介 役

### ゲーム
- 仮面ライダーシリーズ（バンダイナムコエンターテインメント） - 仮面ライダービースト 役 
  - 仮面ライダーバトル ガンバライド（2013年、アーケード）
  - 仮面ライダーバトル ガンバライジング（2013年、アーケード）
  - 仮面ライダー バトライド・ウォー（2013年、PS3）
  - 仮面ライダー バトライド・ウォーII（2014年、PS3・Wii U）
  - 仮面ライダー バトライド・ウォー創生（2016年、PS4・PS3・PS Vita）[41]
  - 仮面ライダー トラベラーズ戦記（2013年、3DS）
  - スーパーヒーロージェネレーション（2014年10月23日、PS3・PS Vita）[42]
  - 仮面ライダー サモンライド!（2014年12月4日、PS3・Wii U）
  - オール仮面ライダー ライダーレボリューション（2016年、3DS）
  - 仮面ライダー クライマックスファイターズ（2017年12月7日、PS4）
  - 仮面ライダー クライマックススクランブル ジオウ（2018年11月29日、Nintendo Switch）
  - 仮面ライダーバトル ガンバレジェンズ（2023年、アーケード）

### WEB
- 携帯サイト「セットアップ∞Lab」内、男性俳優きせかえコーナー「きせかえ☆プリンス」

## 書籍

### 写真集
- 匡（2013年8月8日、東京ニュース通信社）ISBN 978-4863363335